# エリモエクセル
エリモエクセル（欧字名:Erimo Excel、1995年5月18日 - 2018年7月25日）は、日本の競走馬、繁殖牝馬。
1998年の優駿牝馬（オークス、GI）優勝馬。その他の勝ち鞍に1999年の中京記念（GIII）、マーメイドステークス（GIII）、府中牝馬ステークス（GIII）。主戦騎手は的場均。

## 生い立ち
1995年5月18日、えりも農場（現・エクセルマネジメント）でエリモファンタジーの4番仔として誕生した。エリモファンタジーはフランスで走り8戦0勝の競走成績ながら、父はフランスのリーディングサイアーにもなったリヴァーマン、母はアメリカのダート6ハロンのG1スピナウェイステークスを制しているシェアザファンタジーという良血馬であった。
ロドリゴデトリアーノが配合相手に選ばれたのは、生産者の猪木淑郎がその溢れるスピード感に惚れ込んでいたためだった。牧場にいたころのエリモエクセルは気の強いところがあり、特定の人以外には世話もさせなかった。このような面は厩舎に入ってからもあまり変わらず、世話する人を手こずらせることもしばしばあった。一方で、主戦の的場が「騎手の指示通りに動き、乗りやすい」と評しているように、競馬に臨んでは素直な馬だった。

## 戦績

### 4歳
1998年1月、京都競馬場の新馬戦でデビュー、2着に5馬身差をつけて勝利した。このあとダートの自己条件戦を3着として、桜花賞トライアルの報知杯4歳牝馬特別に出走した。格上挑戦で、なおかつ芝コースでのレースは初めてということもあって人気はなかったが、第4コーナーでほぼ最後方に近い位置取りから、直線だけで6着にまで追い込んだ。芝への適応力を示し、続いてオープン特別の忘れな草賞に出走。強めの調教を行ったこともあり、馬体重が4歳牝馬特別のときから12キログラムも減少していたが、中団から鋭い末脚を見せ勝利した。この勝利で収得賞金を加算することができ、優駿牝馬に向かうこととなった。
優駿牝馬では、馬体重もプラス10キログラムと回復するなど状態は上向きだった。人気の中心はファレノプシスら桜花賞に出走した馬で、エリモエクセルは単勝7番人気にとどまり、忘れな草賞で2000メートルの距離を克服している割には低評価だった。レースはロンドンブリッジが逃げてスローペースで展開した。エリモエクセルはスタートから好位につけ、的場が「勝利を確信した」と言うほどの抜群の手応えで第4コーナーを迎えると、直線半ばで早くも先頭に立った。外からエアデジャヴー、内からはファレノプシスが追撃するが、これらを振り切り優勝した。騎手、調教師、馬主、生産者は、皆これが初の優駿牝馬勝利だった。
秋はぶっつけで秋華賞に臨んだが、騎手との折り合いを欠いたこともあり、ファレノプシスの7着に敗れた。エアグルーヴ、メジロドーベルとの3世代の優駿牝馬優勝馬の対決が話題を呼んだエリザベス女王杯では、直線で進路をふさがれる不利があり伸びきれずメジロドーベルの5着に敗れた。次に万全の体調で臨んだ阪神牝馬特別でも、同様の不利があり11着と大敗した。

### 5歳
5歳の初戦に選んだのは中京記念だった。近走不振のうえに牡馬相手だったが、1番人気に推されていた。スタートで出遅れ、第3コーナーでも最後方という苦しい展開ながら、直線では大外から鮮やかな末脚を見せての差し切り勝ちを収めた。次に産経大阪杯への出走を予定していたが、蹄球炎のため出走取り消しとなった。このためローテーションが狂い、体調が万全ではなかった金鯱賞では9着に沈んだ。続くマーメイドステークスでは牝馬限定戦とあって1番人気に推されたが、午前中まで雨が降り続き、直線での切れ味を身上とするエリモエクセルの苦戦も予想された。しかしレースでは、先行馬を交わして半馬身差で勝利した。
このあと宝塚記念は回避して、札幌記念に出走した。秋華賞以来の再戦となるファレノプシスらGI馬4頭が出走するなど好メンバーが揃っていたが、第4コーナーで3番手につける積極的なレース運びをしたものの直線で失速し、セイウンスカイの6着に終わった。レース後夏負けにかかり、体調がなかなか回復せず、エリザベス女王杯の前哨戦に定めた府中牝馬ステークスも完調とは言えない状態で臨むこととなった。人気も3番人気に甘んじるなど、調子を不安視する見方も強かったが、上がり3ハロン33秒9という豪脚を見せ、エガオヲミセテを半馬身差し切り勝利した。
エリザベス女王杯では、ファレノプシス、メジロドーベルと人気を分け合い3番人気だった。府中牝馬ステークスを使って調子を上げて臨んだものの、勝負所で他馬と接触したこともあり、直線でまったく伸びずメジロドーベルの13着と大敗した。次に出走した阪神牝馬特別では、外からの追い込み届かずハイフレンドコードの3着に敗れ、1999年シーズンを終えた。

### 6歳
翌2000年も、アメリカジョッキークラブカップ5着、中京記念6着と、勝てないまでも歴戦の牡馬相手に堅実な走りを見せたが、春の繁殖シーズンが近いこともあり、余力を残したまま引退することとなった。

## 競走成績
以下の内容は、netkeiba.comおよびJBISサーチに基づく。
| 年月日     | 競馬場 | 競走名            | 格   | 頭数 | 枠番 | 馬番 | オッズ （人気） | オッズ （人気） | 着順 | 騎手     | 斤量 [kg] | 距離（馬場）  | タイム （上り3F） | タイム 差 | 勝ち馬/（2着馬）       |
| ---------- | ------ | ----------------- | ---- | ---- | ---- | ---- | --------------- | --------------- | ---- | -------- | --------- | ------------- | ----------------- | --------- | ---------------------- |
| 1998.01.31 | 京都   | 4歳新馬           |      | 16   | 2    | 4    | 02.4            | 0（1人）        | 01着 | 松永幹夫 | 53        | ダ1200m（良） | 1:14.7 (37.7)     | -0.9      | （アズマリミット）     |
| 0000.02.21 | 京都   | 飛梅賞            | 500  | 14   | 6    | 11   | 22.6            | 0（8人）        | 02着 | 佐藤哲三 | 53        | ダ1800m（重） | 1:52.5 (36.9)     | -1.1      | マックスキャンドゥ     |
| 0000.03.15 | 阪神   | 報知杯4歳牝馬特別 | GII  | 16   | 4    | 7    | 63.5            | （10人）        | 06着 | 角田晃一 | 54        | 芝1400m（良） | 1:23.1 (36.4)     | -0.7      | マックスキャンドゥ     |
| 0000.04.11 | 阪神   | 忘れな草賞        | OP   | 14   | 4    | 6    | 12.4            | 0（5人）        | 01着 | 四位洋文 | 54        | 芝2000m（良） | 2:02.7 (34.8)     | -0.1      | （ヤマノセンプー）     |
| 0000.05.31 | 東京   | 優駿牝馬          | GI   | 18   | 3    | 6    | 13.4            | 0（7人）        | 01着 | 的場均   | 55        | 芝2400m（良） | 2:28.1 (34.6)     | -0.2      | （エアデジャヴー）     |
| 0000.10.25 | 京都   | 秋華賞            | GI   | 18   | 4    | 8    | 07.0            | 0（3人）        | 07着 | 的場均   | 55        | 芝2000m（良） | 2:03.2 (36.6)     | -0.8      | ファレノプシス         |
| 0000.11.15 | 京都   | エリザベス女王杯  | GI   | 14   | 4    | 6    | 11.5            | 0（3人）        | 05着 | 的場均   | 54        | 芝2200m（良） | 2:13.4 (33.8)     | -0.6      | メジロドーベル         |
| 0000.12.20 | 阪神   | 阪神牝馬特別      | GII  | 13   | 4    | 5    | 02.9            | 0（2人）        | 11着 | 的場均   | 53        | 芝1600m（良） | 1:36.5 (36.7)     | -1.8      | エガオヲミセテ         |
| 1999.02.21 | 中京   | 中京記念          | GIII | 16   | 3    | 5    | 03.3            | 0（1人）        | 01着 | 的場均   | 55        | 芝2000m（良） | 2:01.1 (35.8)     | -0.1      | （サンプレイス）       |
| 0000.04.04 | 阪神   | 産経大阪杯        | GII  | 11   | 2    | 2    |                 |                 | 取消 | 角田晃一 | 56        | 芝2000m（良） |                   |           | サイレントハンター     |
| 0000.05.29 | 中京   | 金鯱賞            | GII  | 15   | 6    | 10   | 05.8            | 0（4人）        | 09着 | 的場均   | 57        | 芝2000m（良） | 2:01.0 (36.6)     | -1.3      | ミッドナイトベット     |
| 0000.06.27 | 阪神   | マーメイドS       | GIII | 15   | 2    | 2    | 03.0            | 0（1人）        | 01着 | 的場均   | 56        | 芝2000m（重） | 2:03.6 (36.4)     | -0.1      | （キクノスカーレット） |
| 0000.08.22 | 札幌   | 札幌記念          | GII  | 10   | 8    | 9    | 12.7            | 0（4人）        | 06着 | 的場均   | 55        | 芝2000m（良） | 2:01.3 (36.8)     | -1.2      | セイウンスカイ         |
| 0000.10.17 | 東京   | 府中牝馬S         | GIII | 14   | 7    | 12   | 05.4            | 0（3人）        | 01着 | 的場均   | 56        | 芝1800m（良） | 1:47.5 (33.9)     | -0.1      | （エガオヲミセテ）     |
| 0000.11.14 | 京都   | エリザベス女王杯  | GI   | 18   | 8    | 17   | 04.1            | 0（3人）        | 13着 | 的場均   | 56        | 芝2200m（良） | 2:14.2 (35.5)     | -0.7      | メジロドーベル         |
| 0000.12.19 | 阪神   | 阪神牝馬特別      | GII  | 16   | 1    | 1    | 04.8            | 0（2人）        | 03着 | 的場均   | 56        | 芝1600m（良） | 1:33.9 (34.6)     | -0.3      | ハイフレンドコード     |
| 2000.01.23 | 中山   | AJCC              | GII  | 14   | 7    | 12   | 05.2            | 0（2人）        | 05着 | 的場均   | 56        | 芝2200m（良） | 2:14.5 (34.6)     | -1.1      | マチカネキンノホシ     |
| 0000.03.05 | 中京   | 中京記念          | GIII | 14   | 2    | 2    | 04.7            | 0（2人）        | 06着 | 土肥幸広 | 56.5      | 芝2000m（良） | 2:00.1 (35.9)     | -1.0      | メイショウドトウ       |

## 引退後
引退後は、生まれ故郷のえりも農場（現・エクセルマネジメント）で繁殖牝馬となり、後にチャンピオンズファームで繋養されたが、産駒から目立った活躍馬は現れていない。
2018年7月25日に死亡した。23歳没。
|        | 生年   | 馬名               | 性 | 毛色   | 父                 | 厩舎                                                                 | 馬主                                 | 戦績                  |
| ------ | ------ | ------------------ | -- | ------ | ------------------ | -------------------------------------------------------------------- | ------------------------------------ | --------------------- |
| 初仔   | 2001年 | ユニバーサル       | 牝 | 栗毛   | ブライアンズタイム | 栗東・加藤敬二                                                       | 山本敏晴                             | 36戦3勝（引退・繁殖） |
| 2番仔  | 2002年 | ハレクラニ         | 牝 | 鹿毛   | ブライアンズタイム | 栗東・加藤敬二                                                       | （有）エクセルマネジメント           | 4戦0勝（引退・繁殖）  |
|        | 2003年 | （種付けせず）     |    |        |                    |                                                                      |                                      |                       |
| 3番仔  | 2004年 | アクセス           | 騸 | 栗毛   | ボストンハーバー   | 栗東・加藤敬二 →船橋・松代眞                                         | （有）エクセルマネジメント →山本愼一 | 10戦0勝（引退）       |
|        | 2005年 | （不受胎）         |    |        | ブライアンズタイム |                                                                      |                                      |                       |
| 4番仔  | 2006年 | ダノンエクスプレス | 牡 | 栗毛   | アグネスタキオン   | 栗東・大久保龍志 →園田・森沢友貴                                     | （株）ダノックス                     | 25戦4勝（引退）       |
| 5番仔  | 2007年 | エリモマドンナ     | 牝 | 栗毛   | ダンスインザダーク | 栗東・藤原英昭                                                       | 山本敏晴                             | 6戦0勝（引退・繁殖）  |
| 6番仔  | 2008年 | リトルダーリン     | 牝 | 黒鹿毛 | ディープインパクト | 栗東・角居勝彦                                                       | 金子真人ホールディングス（株）       | 24戦3勝（引退・繁殖） |
| 7番仔  | 2009年 | ダイヤモンドリング | 牝 | 栗毛   | アグネスタキオン   |                                                                      |                                      | （不出走・繁殖）      |
|        | 2010年 | （不受胎）         |    |        | キングカメハメハ   |                                                                      |                                      |                       |
| 8番仔  | 2011年 | ピュアエクセル     | 牝 | 鹿毛   | アドマイヤムーン   | 栗東・須貝尚介 →愛知・角田輝也                                       | 山住勲 →山住れい子                   | 8戦0勝（引退・繁殖）  |
| 9番仔  | 2012年 | （未登録）         | 牝 | 黒鹿毛 | ディープインパクト |                                                                      |                                      | 不出走                |
| 10番仔 | 2013年 | エクセルワールド   | 牡 | 黒鹿毛 | ヴィクトワールピサ | 美浦・伊藤大士 →大井（小林）・福永敏 →愛知・角田輝也 →美浦・伊藤大士 | 前原敏行                             | 12戦3勝（引退）       |
| 11番仔 | 2014年 | アオイスカーレット | 牝 | 鹿毛   | ディープインパクト | 栗東・角居勝彦 →愛知・角田輝也 →盛岡・櫻田浩樹 →川崎・内田勝義       | 新谷正子 →山住勲 →新谷幸義           | 16戦0勝（引退・繁殖） |
| 12番仔 | 2015年 | ディープエクセル   | 牝 | 黒鹿毛 | ディープインパクト | 栗東・小崎憲                                                         | 前原敏行                             | 26戦1勝（引退・繁殖） |
|        | 2016年 | （不受胎）         |    |        | ディープインパクト |                                                                      |                                      |                       |
| 13番仔 | 2017年 | ラストエクセル     | 牝 | 栗毛   | ハーツクライ       | 美浦・伊藤大士 →北海道・田中淳司 →愛知・角田輝也 →栗東・平田修       | （株）ニッシンホールディングス       | 26戦3勝（引退・繁殖） |

## 血統表
| エリモエクセルの血統                                 | エリモエクセルの血統                               | エリモエクセルの血統                               | （血統表の出典）                                   | （血統表の出典） |
| 父系                                                 | ノーザンダンサー系                                 | ノーザンダンサー系                                 | ノーザンダンサー系                                 |                  |
| 父 *ロドリゴデトリアーノ Rodrigo de Triano 1989 栗毛 | 父の父El Gran Senor 1981 鹿毛                      | Northern Dancer                                    | Nearctic                                           | Nearctic         |
| 父 *ロドリゴデトリアーノ Rodrigo de Triano 1989 栗毛 | 父の父El Gran Senor 1981 鹿毛                      | Northern Dancer                                    | Natalma                                            |                  |
| 父 *ロドリゴデトリアーノ Rodrigo de Triano 1989 栗毛 | 父の父El Gran Senor 1981 鹿毛                      | Sex Appeal                                         | Buckpasser                                         | Buckpasser       |
| 父 *ロドリゴデトリアーノ Rodrigo de Triano 1989 栗毛 | 父の父El Gran Senor 1981 鹿毛                      | Sex Appeal                                         | Best in Show                                       |                  |
| 父 *ロドリゴデトリアーノ Rodrigo de Triano 1989 栗毛 | 父の母Hot Princess 1980 栗毛                       | *ホットスパーク Hot Spark                          | Habitat                                            | Habitat          |
| 父 *ロドリゴデトリアーノ Rodrigo de Triano 1989 栗毛 | 父の母Hot Princess 1980 栗毛                       | *ホットスパーク Hot Spark                          | Garvey Girl                                        |                  |
| 父 *ロドリゴデトリアーノ Rodrigo de Triano 1989 栗毛 | 父の母Hot Princess 1980 栗毛                       | Aspara                                             | Crimson Satan                                      | Crimson Satan    |
| 父 *ロドリゴデトリアーノ Rodrigo de Triano 1989 栗毛 | 父の母Hot Princess 1980 栗毛                       | Aspara                                             | Courtside                                          |                  |
| 母 *エリモファンタジー Erimo Fantasy 1986 栗毛       | 母の父Riverman 1969 鹿毛                           | Never Bend                                         | Nasrullah                                          | Nasrullah        |
| 母 *エリモファンタジー Erimo Fantasy 1986 栗毛       | 母の父Riverman 1969 鹿毛                           | Never Bend                                         | Lalun                                              |                  |
| 母 *エリモファンタジー Erimo Fantasy 1986 栗毛       | 母の父Riverman 1969 鹿毛                           | River Lady                                         | Prince John                                        | Prince John      |
| 母 *エリモファンタジー Erimo Fantasy 1986 栗毛       | 母の父Riverman 1969 鹿毛                           | River Lady                                         | Nile Lily                                          |                  |
| 母 *エリモファンタジー Erimo Fantasy 1986 栗毛       | 母の母Share the Fantasy 1980 栗毛                  | Exclusive Native                                   | Raise a Native                                     | Raise a Native   |
| 母 *エリモファンタジー Erimo Fantasy 1986 栗毛       | 母の母Share the Fantasy 1980 栗毛                  | Exclusive Native                                   | Exclusive                                          |                  |
| 母 *エリモファンタジー Erimo Fantasy 1986 栗毛       | 母の母Share the Fantasy 1980 栗毛                  | Misukaw                                            | Northern Dancer                                    | Northern Dancer  |
| 母 *エリモファンタジー Erimo Fantasy 1986 栗毛       | 母の母Share the Fantasy 1980 栗毛                  | Misukaw                                            | Dihela                                             |                  |
| 母系(F-No.)                                          | (FN:1-k)                                           | (FN:1-k)                                           | (FN:1-k)                                           | [ § 2 ]          |
| 5代内の近親交配                                      | Northern Dancer 3×4、Nearco 5×5、Native Dancer 5×5 | Northern Dancer 3×4、Nearco 5×5、Native Dancer 5×5 | Northern Dancer 3×4、Nearco 5×5、Native Dancer 5×5 | [ § 3 ]          |
| 出典                                                 | 1. 2. 3.                                           | 1. 2. 3.                                           | 1. 2. 3.                                           | 1. 2. 3.         |

半姉エリモパッションの産駒（本馬の甥）にエリモブライアン（ステイヤーズステークスGII1着、菊花賞GI3着）・エリモシャルマン（ステイヤーズステークス2着）の兄弟がいる。